# Директорат на Източна Румелия
Директоратът е централният орган на изпълнителната власт (правителство) на Източна Румелия. Действа като английския таен (частен) съвет при генерал-губернатора на областта.

## Характеристика
Състои се от главния секретар (който е и директор на вътрешните работи), директорите (ръководители) на останалите 4 дирекции (на финансите, на земеделието, търговията и общите сгради, на правосъдието и на просвещението) и началника на милицията и жандармерията. Всички те, с изключение на командира на милицията, са назначавани от генерал-губернатора. Органическият устав изисква утвърждаването им от османския султан като сюзерен на областта, но това правило не се спазва за всички директори.
В практиката се налага изискването директорите да се ползват с доверието на източнрумелийския парламент (Областното събрание), който бламира Адолф Шмит, Георги Странски и други директори.

## Директорати

### Директорат на Богориди
Първият директорат, съставен от губернатора Алеко Богориди на 20 май 1879 година, е в състав:
- Гаврил Кръстевич – главен секретар и директор на вътрешните работи;
- Виктор Виталис – началник на милицията и жандармерията;
- Адолф Шмит – директор на финансите;
- Георги Вълкович – директор на земеделието, търговията и общите сгради;
- Тодор Кесяков – директор на правосъдието;
- Йоаким Груев – директор на народното просвещение.[5]

### Директорат на Кръстевич
След назначаването си за генерал-губернатор през 1884 година Гаврил Кръстевич определя за свой главен секретар и директор на вътрешните работи Начо Начов (дотогава окръжен управител на Сливен). Началник на милицията при Кръстевич е генерал Август фон Дригалски. Останалите членове на Директората са излъчени от Народната партия, спечелила изборите за Областното събрание през същата година:
- Михаил Маджаров – директор на финансите;
- Георги Хаканов – директор на земеделието, търговията и общите сгради;
- Стефан Бобчев – директор на правосъдието;
- Константин Величков – директор на народното просвещение.[8]

Този директорат е разформирован в резултат от Съединението с Княжество България, обявено на 6 септември 1885 година.